# Bagok Panah IV
Bagok Panah IV is een bestuurslaag in het regentschap Aceh Timur van de provincie Atjeh, Indonesië. Bagok Panah IV telt 313 inwoners (volkstelling 2010).